# Гангстер (филм из 1997)
Гангстер (енгл. Hoodlum), амерички филм из 1997. у режији Била Дјука.

## Радња
Филм почиње 1934. године у Њујорку након што је Елсворт „Бампи” Џонсон превремено пуштен из затвора. Враћа се у Харлем и брзо постаје познат у криминалним круговима. Блиско се упознаје са „Краљицом бројева” Стефани Сент Клер, која води подземну лутрију популарну међу сиромашнима Њујорка.
Посматрајући како лутрија цвета, људи гангстера Дача Шулца упадају на територију Харлема. Чак и у криминалном окружењу, он је познат по својој окрутности, расистичким лудоријама и непредвидивом понашању. Дач ради за кума италијанске мафије Лакија Лучијана. Стално се дешавају обрачуни између белаца (Италијана) и црнаца, а ситуација се захуктава. Дач организује неуспешан покушај атентата на Бампија. Користећи своје везе са корумпираним званичницима, Дач шаље мадам Сент Клер у затвор. Бампи сада у потпуности води посао са лутријом. У почетку покушава да избегне крвопролиће, али сукоб са Шулцом га приморава да прибегне оштрим мерама, а Бампи организује велику експлозију у Дачовој канцеларији.
Ствари се не поправљају и Бампи је приморан да пристане на посредовање са Лакијем Лучаном како би решио сукоб. Бампијеви пријатељи и саучесници су увређени чињеницом да је постао безосећајан, превише близак белцима и игнорише своју црну браћу. У међувремену, развија се романса између Бампија и социјалне раднице Франсин Хјуз. Фрустрирана чињеницом да њен љубавник постепено постаје немилосрдни убица, она га напушта.
Као одговор на убиство свог блиског пријатеља Илиноја Гордона, Бампи организује одмазду. Убија корумпираног полицајца одговорног за смрт његовог пријатеља и покушава да изврши атентат на Дача. На крају, Бампи посећује цркву у којој је Гордон сахрањен.